# Parantica mnasippus
Parantica mnasippus är en fjärilsart som beskrevs av Hans Fruhstorfer 1911. Parantica mnasippus ingår i släktet Parantica och familjen praktfjärilar. Inga underarter finns listade i Catalogue of Life.